# محوطه لاشار کاهی ۲
محوطه لاشار کاهی ۲ مربوط به دوره اشکانیان - سده‌های متاخر دوران‌های تاریخی پس از اسلام است و در شهرستان سرباز، بخش پیشین، دهستان جکیگور، روستای لاشار واقع شده و این اثر در تاریخ ۲۷ اسفند ۱۳۸۷ با شمارهٔ ثبت ۲۶۴۸۵ به‌عنوان یکی از آثار ملی ایران به ثبت رسیده است.